# ريمون مارتن
ريمون مارتن (بالفرنسية: Raymond Martin)‏ ولد بتاريخ 22 مايو 1949 في فرنسا، هو دراج فرنسي سابق في صنف سباق الدراجات على الطريق. سبق أن شارك في دورة الألعاب الأولمبية الصيفية.

## سجل النتائج

### سباقات أو مراحل فاز بها
- طواف فرنسا

## وصلات خارجية
- الموقع الرسمي

## روابط خارجية
- ريمون مارتن على موقع أرشيف الدراجات (الإنجليزية)
- ريمون مارتن على موقع إحصائيات الدراجات الإحترافية (الإنجليزية)
- ريمون مارتن على موقع CycleBase (الإنجليزية)
- ريمون مارتن على موقع اللجنة الأولمبية الدولية (الإنجليزية)
- ريمون مارتن على موقع أوليمبيديا (الإنجليزية)